# Stasimopus robertsi
Stasimopus robertsi är en spindelart som beskrevs av Hewitt 1910. Stasimopus robertsi ingår i släktet Stasimopus och familjen Ctenizidae. Inga underarter finns listade i Catalogue of Life.